# Ramat HaSharon
Ramat HaSharon (tiếng Hebrew: רמת השרון) là một thành phố Israel. Thành phố thuộc quận Tel Aviv. Thành phố có diện tích 16,792 km2, dân số năm 2009 là 40.600 người.